# Linia kolejowa Ljutomer – Gornja Radgona
Linia kolejowa Ljutomer – Gornja Radgona (słoweń. železniška proga Ljutomer – Gornja Radgona) – jednotorowa, normalnotorowa linia kolejowa w północno-wschodniej Słowenii, odchodząca na stacji Ljutomer od magistrali Ljubljana – Budapeszt (odcinek Pragersko – Hodoš) w kierunku północnym, ku granicy austriackiej. Linia jest pozostałością po transgranicznym odcinku Spielfeld-Straß – Bad Radkersburg (Austria) – Gornja Radgona – Ljutomer.

## Historia
Linia została zbudowana przez przedsiębiorstwo Družba Južne železnice w dwóch częściach. Pierwszą z nich, pomiędzy Spielfeld-Straß (słow. Špilje) i Radgoną otwarto w 1885 roku, a drugą, do Ljutomera, w 1890 roku. Ljutomer był początkowo ostatnim przystankiem tej linii i do 1924 roku nie miał połącenia z innymi drogami żelaznymi. W okresie monarchii austro-węgierskiej nie istniał odcinek Ormož – Hodoš. Po zakończeniu I wojny światowej i utworzeniu Królestwa Jugosławii oraz Republiki Austrii, Ljutomer został na pewien czas odcięty od innych części Słowenii. Według dostępnych danych po I wojnie światowej pasażerski ruch kolejowy z Mariboru do Ljutomera odbywał się przez Spielfeld-Straß i Bad Radkersburg (słow. Radgona), bez przystanków na terenie Austrii. W 1924 roku wybudowano linię Ormož – Ljutomer – Murska Sobota, tworząc w ten sposób węzeł w Ljutomerze i wiążąc linię z siecią kolejową Królestwa Jugosławii. 
Linia była ważnym szlakiem logistycznym podczas II wojny światowej. Most na rzece Murze (odcinek Gornja Radgona w Słowenii – Bad Radkersburg w Austrii) został wysadzony przez wojska niemieckie pod koniec wojny, 17 kwietnia 1945 roku. Do dziś nie został odbudowany, choć istnieją plany w tym zakresie.
Ruch pasażerski na linii w części słoweńskiej (jugosłowiańskiej) odbywał się do 1968 roku. 
Dworzec w Gornjej Radgonie pochodzi z 1888 roku i jest wpisany do rejestru zabytków pod numerem ewidencyjnym RKD EŠD: 6746.

## Parametry
Trasa jest w większości poprowadzona po płaskim terenie i ma wiele niezabezpieczonych skrzyżowań z drogami kołowymi. Długość w Austrii, pomiędzy Spielfeld-Straß (słow. Špilje), a Bad Radkersburg (słow. Radgona) wynosi 33 kilometry. Długość linii w Słowenii między Gornją Radgoną, a Ljutomerem to 23 kilometry. Szacunkowa długość brakującego odcinka granicznego wynosi trzy kilometry w Austrii i jeden kilometr na terenie Słowenii.

## Galeria

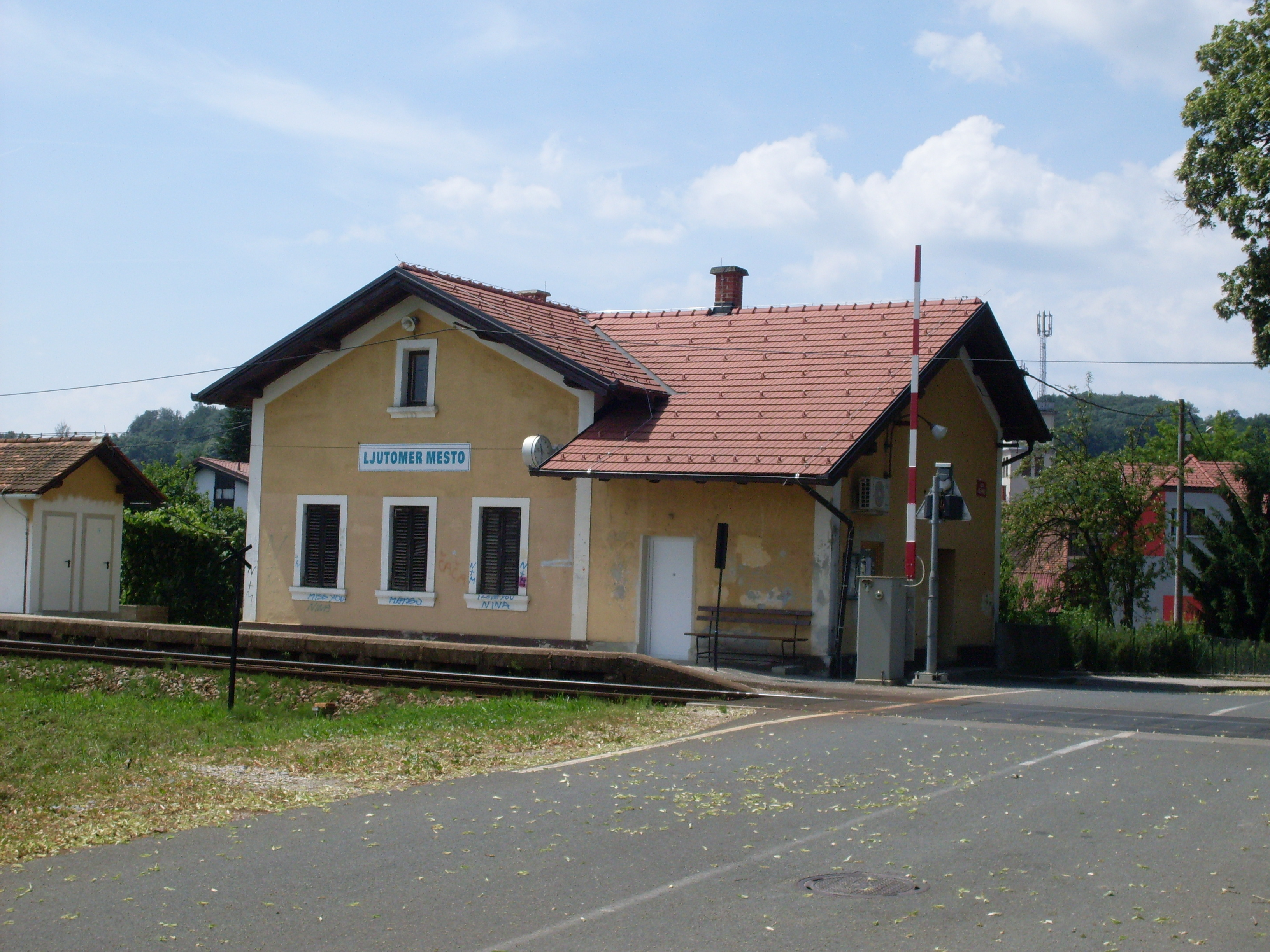
Dworzec Ljutomer Mesto
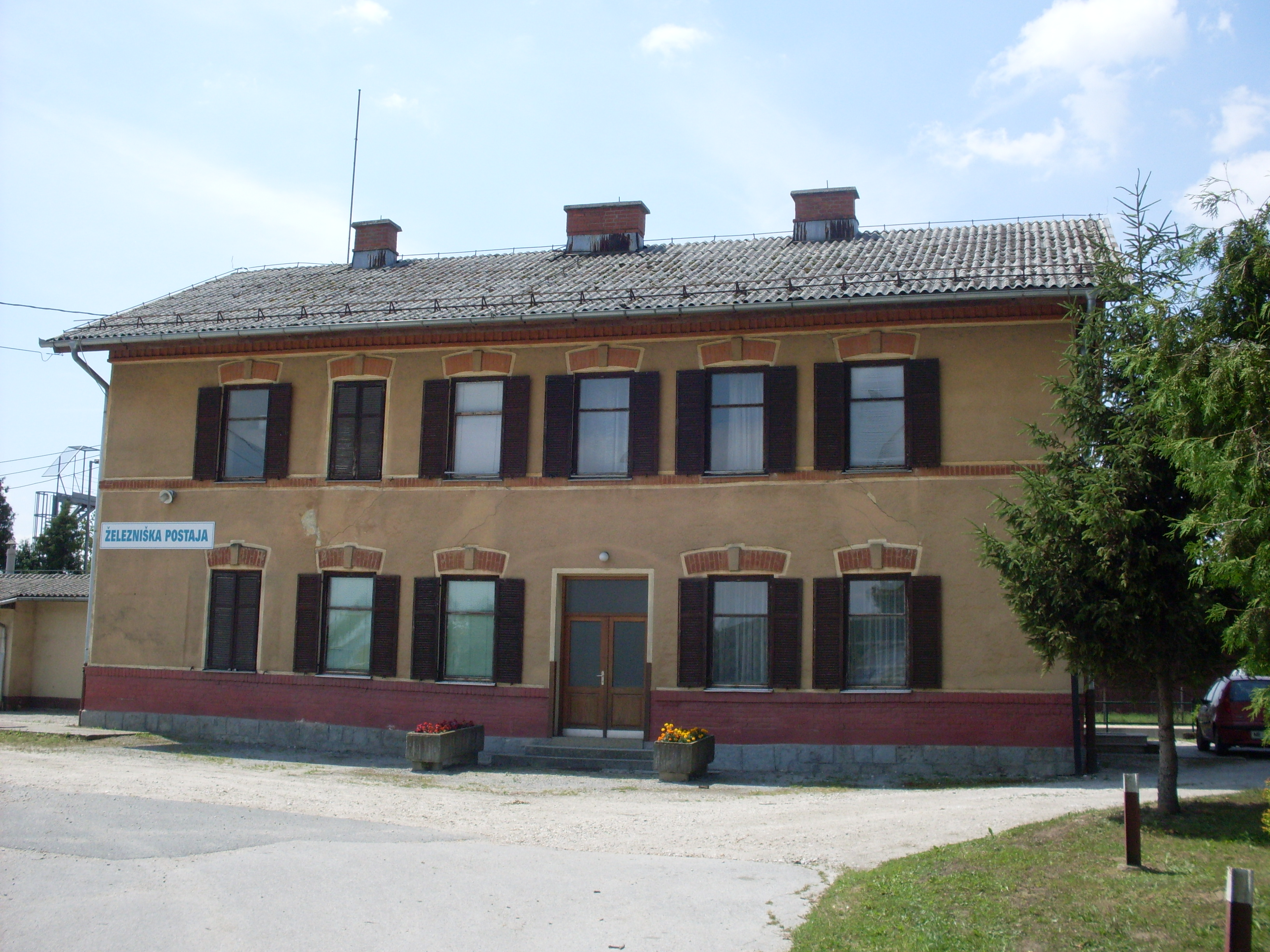
Dworzec Ljutomer